# Gary (Indiana)
Gary è una città della contea di Lake, Indiana, Stati Uniti, situata a 40 km dal centro di Chicago, Illinois. È adiacente al Parco Nazionale delle dune dell'Indiana e si affaccia sulla riva sud del lago Michigan.Ha dato i natali al famoso cantante Michael Jackson.
A Gary all'inizio del Novecento furono costruite dalla United States Steel le acciaierie Gary Works, all'epoca il più grande centro siderurgico del mondo, che attualmente sono ancora il maggiore impianto per produzione di acciaio attivo negli Stati Uniti.
Oltre che per l'industria siderurgica che fu all'origine della sua stessa fondazione, negli ultimi decenni del XX secolo Gary divenne popolare anche in quanto città natale di The Jacksons – il gruppo musicale composto dai cinque fratelli Jackson tra cui Michael, futura popstar internazionale – e delle loro sorelle Rebbie, La Toya e Janet, anch'esse coinvolte a vario titolo nel mondo dello spettacolo.

## Geografia fisica
Secondo lo United States Census Bureau, ha un'area totale di 128,85191 km²

## Storia
Gary fu fondata nel 1906 dalla United States Steel Corporation come sede del nuovo impianto, chiamato Gary Works. Fu intitolata all'avvocato Elbert H. Gary che della U.S. Steel fu il presidente fondatore. Fu una delle prime città statunitensi ad avere un sindaco nero, Richard G. Hatcher, eletto nel 1967.

## Società

### Evoluzione demografica
Fu città prospera dagli anni '20 alla metà degli anni '60 grazie al boom dell'industria siderurgica, ma la concorrenza dei prodotti realizzati oltreoceano e la ristrutturazione dell'industria stessa comportarono un declino e una conseguente perdita di posti di lavoro. L'analisi del declino economico di Gary non può essere separata dalla lunga storia di segregazione razziale della città. Inizialmente, molti nuovi arrivati in città erano immigrati bianchi europei. In seguito anche alcuni afroamericani emigrarono dal profondo sud per sfuggire alle leggi di Jim Crow, sebbene le cose non andassero molto meglio per loro a Gary. I lavoratori neri erano spesso emarginati e isolati a causa della discriminazione. Durante la seconda guerra mondiale, "era diventata una città completamente segregata con convinti elementi razzisti", anche dalle popolazioni che la abitavano, al punto che negli anni '80, i cittadini bianchi se ne andarono perché "iniziarono a vedere arrivare i neri", un fenomeno tipicamente noto come "white flight", letteralmente "fuga dei bianchi".
Dalla fine degli anni 1960, Gary subì una drastica perdita di popolazione, scendendo del 55% dal picco di 178 320 abitanti nel 1960. La città affronta le difficoltà di molte città della Rust Belt, tra cui disoccupazione, infrastrutture in decadenza e bassi livelli di alfabetizzazione e di istruzione. Si stima che quasi un terzo delle case della città siano sfitte o abbandonate. Fino agli anni '70 Gary era nota come "città del secolo"; negli anni '90 invece, si guadagnò il titolo di "capitale degli omicidi".
Secondo il censimento del 2020, la popolazione era di 69 093 abitanti, il che la rende la nona città dell'Indiana per numero di abitanti; la composizione etnica della città era formata dal 10,62% di bianchi, l'80,25% di afroamericani, lo 0,39% di nativi americani, lo 0,19% di asiatici, lo 0,02% di oceaniani, il 3,31% di altre etnie, e il 5,22% di due o più di esse.

## Amministrazione

### Gemellaggi
- Fuxin[7];
- Lagos[8][9]